# Mycobates hammerae
Mycobates hammerae är en kvalsterart som beskrevs av Valerie M. Behan-Pelletier 1994. Mycobates hammerae ingår i släktet Mycobates, och familjen Punctoribatidae. Inga underarter finns listade i Catalogue of Life.